# BMC Racing Team/2007
Samenstelling van de wielerploeg BMC Racing Team 2007:
| Naam               | Geboortedatum | Nationaliteit    | Ploeg 2006                                   |
| ------------------ | ------------- | ---------------- | -------------------------------------------- |
| David Galvin       | 09-11-1981    | Verenigde Staten | neoprof                                      |
| Jonathan Garcia    | 10-08-1981    | Verenigde Staten | neoprof                                      |
| Ken Hanson         | 14-02-1982    | Verenigde Staten | neoprof                                      |
| Chad Hartley       | 20-06-1981    | Verenigde Staten | TIAA - CREF                                  |
| Ian McKissick      | 20-08-1980    | Verenigde Staten | neoprof                                      |
| Nathan Miller      | 31-05-1985    | Verenigde Staten | Monex                                        |
| Scott Moninger     | 20-10-1966    | Verenigde Staten | Health Net presented by Maxxis               |
| Alexandre Moos     | 22-12-1972    | Zwitserland      | Phonak Hearing Systems                       |
| Scott Nydam        | 09-04-1977    | Verenigde Staten | Neoprof                                      |
| Jacob Rosenbarger  | 06-08-1978    | Verenigde Staten | onbekend                                     |
| Michael Sayers     | 12-01-1970    | Verenigde Staten | Health Net presented by Maxxis               |
| Dan Schmatz        | 21-05-1974    | Verenigde Staten | Kodakgallery.com - Sierra Nevada Pro Cycling |
| Jackson Stewart    | 30-06-1980    | Verenigde Staten | Health Net presented by Maxxis               |
| David Vitoria Cano | 15-10-1984    | Zwitserland      | Phonak Hearing Systems                       |

2007 · 2008 · 2009 · 2010 · 2011 · 2012 · 2013 · 2014 · 2015 · 2016 · 2017 · 2018 · 2019 · 2020